# Nikon Coolpix P80
Le Nikon Coolpix P80 est un appareil photographique numérique de type Bridge fabriqué par Nikon de la série de Nikon Coolpix.
Commercialisé au printemps 2008, le P80 dispose d’un capteur CCD de 10,1 mégapixels et d’un zoom optique de 18x. Il s’agit du premier bridge commercialisé par Nikon depuis le Nikon Coolpix 8800 commercialisé de 2004 à 2006
Nikon a arrêté sa commercialisation en mars 2009 pour le remplacer par le Nikon Coolpix P90.

## Caractéristiques
- Capteur CCD : 10,1 millions de pixels
- Zoom optique : 18×, numérique : 4×
- Distance focale équivalence 35 mm : 27-486 mm
- Ouverture de l'objectif : f/2,8-4,5
- Vitesse d'obturation : 8 à 1/2000 seconde
- Sensibilité : ISO 64 à 6400.
- Stockage : Secure Digital SD - mémoire interne de 50 Mo
- Définition image maxi : 3648×2736 au format JPEG.
- Autres définitions : 3264×2448, 2592×1944, 2048×1536, 1600×1200, 1280×960, 1024×768, 640×480, 3648×2432, 3584×2016, 2736×2736,
- Définitions vidéo :
- Connectique : USB 2.0, audio-vidéo composite
- Écran LCD
- Batterie propriétaire rechargeable lithium-ion type EN-EL5
- Poids: 365 g sans accessoires (batterie et carte mémoire)